# Аркус (Бразилия)
Аркус (порт. Arcos) — муниципалитет в Бразилии, входит в штат Минас-Жерайс. Составная часть мезорегиона Запад штата Минас-Жерайс. Находится в составе крупной городской агломерации . Входит в экономико-статистический микрорегион Формига. Население составляет 35 988 человек на 2006 год. Занимает площадь 510,048 км². Плотность населения — 71,7 чел./км².
Праздник города — 16 июля.

## История
Город основан 17 декабря 1938 года.

## Статистика
- Валовой внутренний продукт на 2003 год составляет 306 262 173,00 реалов (данные: Бразильский институт географии и статистики).
- Валовой внутренний продукт на душу населения на 2003 год составляет 8801,90 реалов (данные: Бразильский институт географии и статистики).
- Индекс развития человеческого потенциала на 2000 год составляет 0,808 (данные: Программа развития ООН).